# حركة الإنفتاح
حركة الإنفتاح  هو حزب سياسي ثانوي في الجزائر بقيادة نعيمة فرحي.

## التاريخ
تأسس الحزب باسم الحركة الوطنية الجزائرية للشباب عام 1997.  تم تغيير اسمه إلى الانفتاح قبل انتخابات 2007.  لدي الحزب ميول سياسية قومية وتقدمية.  رئيسه عمر بوعشة  والأمين العام نعيمة فرحي.
في 17 مايو 2007 في انتخابات المجلس الشعبي الوطني، فاز الحزب بثلاثة مقاعد من أصل 389 مقعدًا. 